# Femme en péril
Pour les articles homonymes, voir Kind.
Pour plus de détails, voir Fiche technique et Distribution.
Femme en péril (Kind Lady) est un film américain réalisé par John Sturges, sorti en 1951.
Il s'agit du remake du film de George B. Seitz Un bienfait dangereux (Kind Lady) sorti en 1935.

## Fiche technique
- Titre : Femme en péril
- Titre original : Kind Lady
- Réalisation : John Sturges
- Scénario : Jerry Davis, Edward Chodorov, Charles Bennett et Hugh Walpole
- Photographie : Joseph Ruttenberg
- Musique : David Raksin
- Pays d'origine : États-Unis
- Format : Noir et blanc - 1,37:1 - Mono
- Genre : drame
- Durée : 78 minutes
- Date de sortie : 1951

## Distribution
- Ethel Barrymore : Mary Herries
- Maurice Evans : Henry Springer Elcott
- Angela Lansbury : Mme Edwards
- Keenan Wynn : Edwards
- Betsy Blair : Ada Elcott
- John Williams : M. Foster
- Doris Lloyd : Rose
- John O'Malley : Antiquaire
- Henri Letondal : Monsieur Malaquaise
- Moyna MacGill : Mme Harkley
- Leonard Carey : Postier
- Patrick O'Moore : Policier Orkin